# Streyella
Streyella is een geslacht van vlinders van de familie tastermotten (Gelechiidae).

## Soorten
- S. anguinella (Herrich-Schäffer, 1861)
- S. canariensis (Walsingham, 1908)
- S. ostentella (Zerny, 1934)
- S. pallidigrisea Janse, 1958